# 托马斯·格赖纳
托马斯·格赖纳（德語：Thomas Greiner，1963年5月3日—），德国男子赛艇运动员。他曾代表东德参加1988年夏季奥林匹克运动会赛艇比赛，获得男子四人单桨无舵手金牌。